# ليوناردو فيبوناتشي
ليوناردو فيبوناتشي (بيزا، 1170م - 1250م) هو عالم رياضيات إيطالي؛ من أبرز رياضياتي العصور الوسطى في أوروبا. كان يعرف فيما مضى باسم ليوناردو بيزانو (نسبة إلى مدينته بيزا)، كما كان يعرف باسم ليوناردو بيغولو (وتعني Bigollo المسافر)، لكن اسمه الحقيقي كان ليوناردو غيلييلمي (بالإيطالية:  Leonardo Gulielmi)‏ وقد اشتهر حديثا باسم فيبوناتشي، الذي يعني ابن بوناتشي (filius Bonaccio)، الاسم الذي تعلّق به بعد وفاته.
عرف العالم فيبوناتشي بمساهمته في نشر "الأرقام العربية" في أوروبا، خاصة ضمن كتابه الذي نشره في القرن الثالث عشر بعنوان ليبر أباتشي (باللاتينية: Liber Abaci)؛ يترجم عنوان هذا الكتاب إلى كتاب الحساب. وكذلك عُرف بمتتالية فيبوناتشي التي سميت نسبة إليه، والتي ذكرها مثالاً في كتابه المذكور.

## السيرة الذاتية

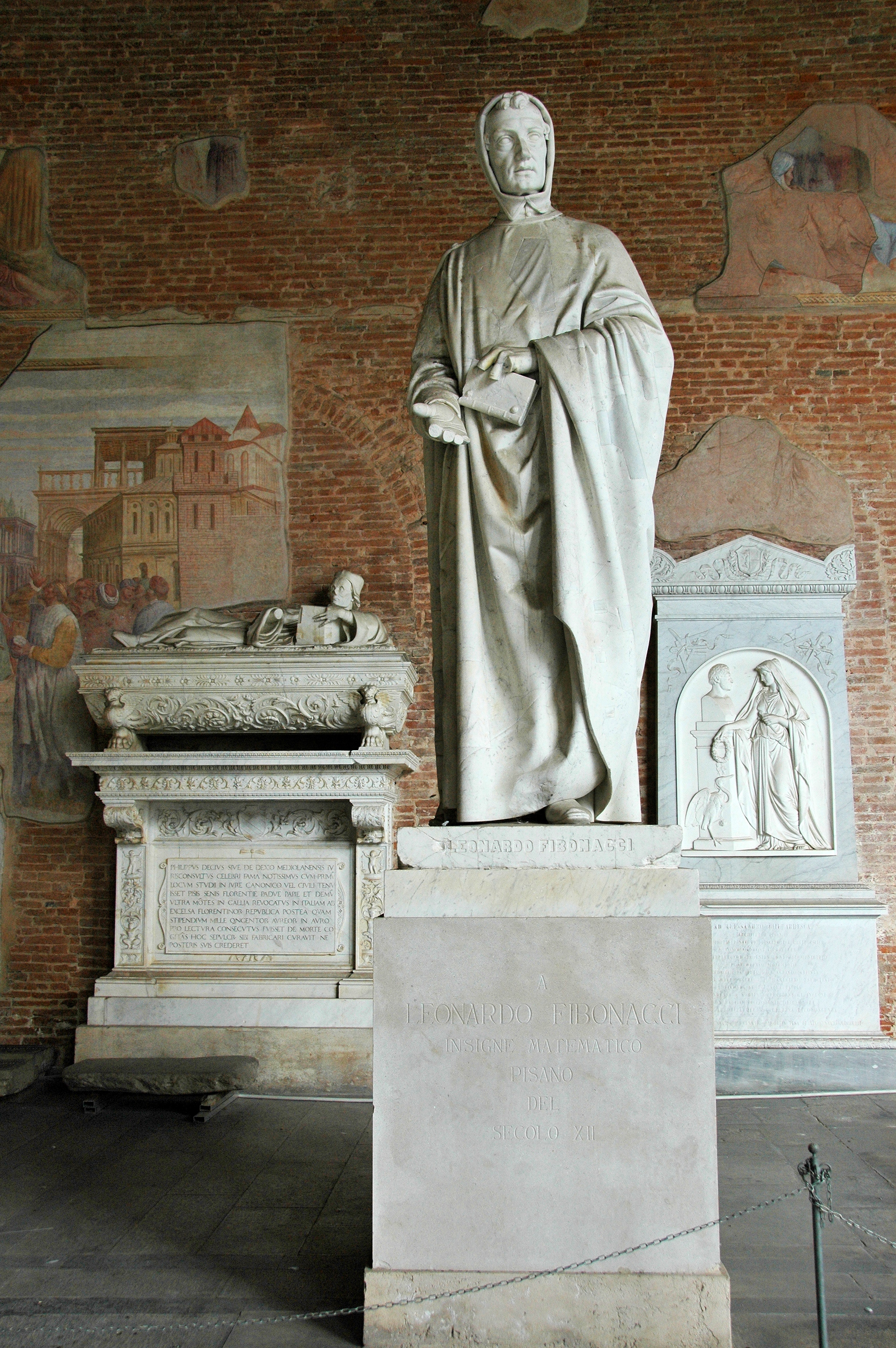
تمثال من القرن التاسع عشر لفيبوناتشي في كامبوسانتو، بيزا

ولد فيبوناتشي في مدينة بيزا بإيطاليا حوالي عام 1170 م لوالده جوجلييلمو فيبوناتشي، تاجر إيطالي غني. وقد تلقى ليوناردو تعليمه بالأساس في مدينة بجاية الجزائرية. وقد كان والده قيلييلمو بوناتشي مشرفا على أسواق بيزا في الجزائر وتونس والمغرب، 
وقد جلب فيبوناتشي من هذه الأماكن، حسبما قيل، سنة 1200، الأرقام العربية المستعملة اليوم والعلامات الجبرية وقد قيل أيضا أن من قام بذلك كان جيربير دوريلاك. وفي سنة 1202، أصدر كتابا بعنوان "ليبر أباشي"، المتخصص في الحساب والمحاسبة.
وقد تأثر فيبوناتشي في هذا الكتاب بحياته في الدول العربية، ومما يدلّ على ذلك أن فبيوناتشي قد حرر جزء منه من اليمين إلى اليسار. وبنشر هذا الكتاب قام فيبوناتشي بتعريف الأوروبيين على أنظمة الحساب والكتابة العربية. وقد كان هذا النظام يفوق بمراحل النظام الروماني المعتمد آنذاك في أوروبا، وكان فيبوناتشي على دراية بذلك. لكن هذا النظام واجه عنتا كبيرا قبل أن ينتشر بصورة عظيمة.
و قد اشتهر فيبوناتشي أساسا بسيبب مسألة تقودنا إلى متتالية فيبوناتشي، ولكنه عرف فيما مضى بسبب تطبيقه للأريثماطيقية على الحساب التجاري: حساب الأرباح، تحويل العملات.. لكن أعماله المتعلقة بنظرية الأعداد أهملت في حياته. وفي دراسة صغيرة أجريت حوله لاحقاـ تم اكتشاف طرائق خفية كان يستعملها نجدها حتى في بعض جوانب البورصة (التحليل التقني). واسم فيبوناتشي الذي يعني ابن بوناتشي تعلّق به بعد وفاته.
في القرن التاسع عشر، تم بناء تمثال لفيبوناتشي ووضع في بيزا. اليوم التمثال موجود في المعرض الغربي في كامبوسانتو، بيزا.

## مؤلفاته

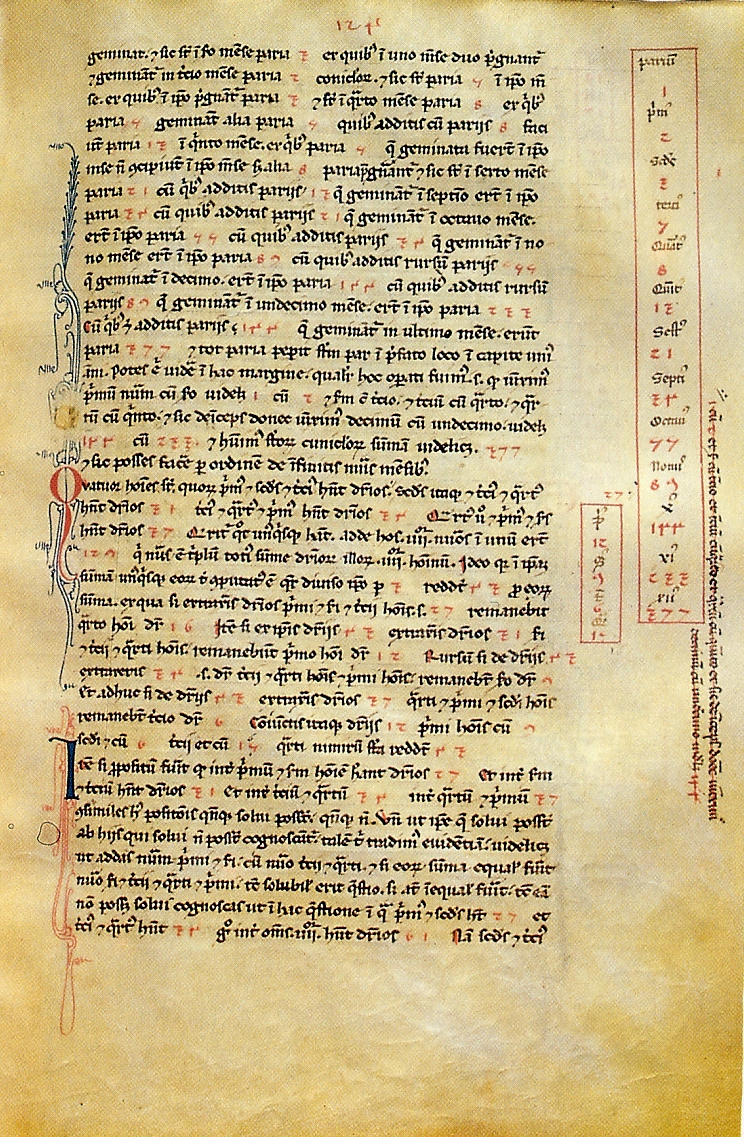
ليبر أباتشي، مخطوطة في مكتبة فلورنسا الوطنية، رمز مجليابيكيانو cs cI 2616، صفحة 124 من الوجه الأول.

له هذه الكتب التي نشرها المؤرخ الإيطالي المختص في تاريخ الرياضيات بلتزار باكومبانيي (بالإيطالية: Baldassare Boncompagni)‏, فلورنسا، 1854 :
1. ليبر أباتشي أُلف سنة 1202. وذكر فيه أنه تعلم في مدرسته الرياضيات ولأول مرة الرموز الهندية التسعة (وهي أصلا عربية). هذا الكتاب نرى التأثيرات العربية عبر كتابته الكثير من الأرقام من اليمين إلى اليسار.
2. Practice Geometion : الف سنة 1228 عرض فيه حلاً لمسائل رياضية كثيرة.
3. Libre Quardratorum : الف سنة 1225 يعتبر من أهم مؤلفاته واسمه كتاب المربعات. تم فيه اختيار الكثير من المسائل الرياضية المهمة ومن ضمنها الحصول على المضاعف الثلاثي لفيثاغورس.
4. Quadrati numeri.

## متتالية فيبوناتشي
لو اعتبرنا {\displaystyle {\mathcal {F}}_{n}} العنصر n للمتوالية الرياضية، فإن
{\displaystyle \forall n\in \mathbb {W} ,{\mathcal {F}}_{n+2}={\mathcal {F}}_{n+1}+{\mathcal {F}}_{n}}
و {\displaystyle {\mathcal {F}}_{1}=1,{\mathcal {F}}_{2}=1} (نعتبر {\displaystyle {\mathcal {F}}_{0}=0}).
و من بعض خصائص هذه المتتالية، أن خارج قسمة أي عنصر على العنصر الذي قبله يقترب رويدا رويدا من الرقم الذهبي، المعرف بـ:
{\displaystyle \varphi ={\frac {1+{\sqrt {5}}}{2}}\simeq 1,6180339887...}

من تعريف المتوالية ممكن أن نرى أن المتوالة تبدأ بالحدود التالية: 1،1، 2، 3، 5، 8، 13، 21، 34، 55، 89، 144، 233، 377، 610، 987...
و نعرّف كذلك {\displaystyle {\mathcal {L}}_{n}} متتالية لوكاس:
{\displaystyle \forall n\in \mathbb {N} ,{\mathcal {L}}_{n+2}={\mathcal {L}}_{n+1}+{\mathcal {L}}_{n}}
و {\displaystyle {\mathcal {L}}_{1}=1,{\mathcal {L}}_{2}=3} (نعرف {\displaystyle {\mathcal {L}}_{0}=0}).

## روابط خارجية
- ليوناردو فيبوناتشي على موقع الموسوعة البريطانية (الإنجليزية)
- ليوناردو فيبوناتشي على موقع إن إن دي بي (الإنجليزية)